# 卡拉斯區
卡拉斯區（英語：ǁKaras Region、，2013年8月之前稱）是納米比亞的一個區，位於該國南部，東、南鄰南非共和國（南界為奧蘭治河），西面大西洋。面積約161,325平方公里，2001年人口69,329人。首府基特曼斯胡普。下分6分區。